# Skrofulose

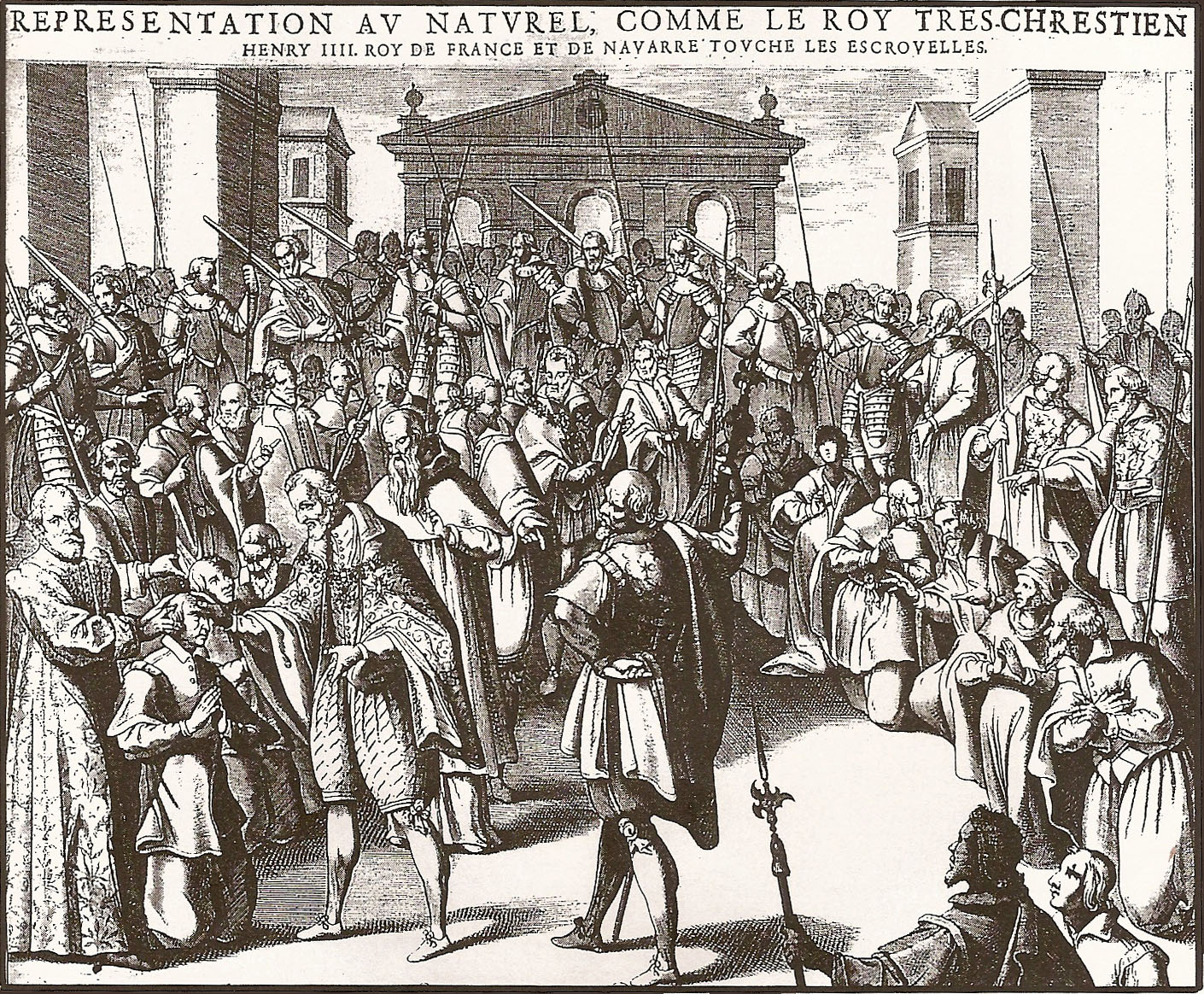
Heinrich IV. beim Heilungsritual

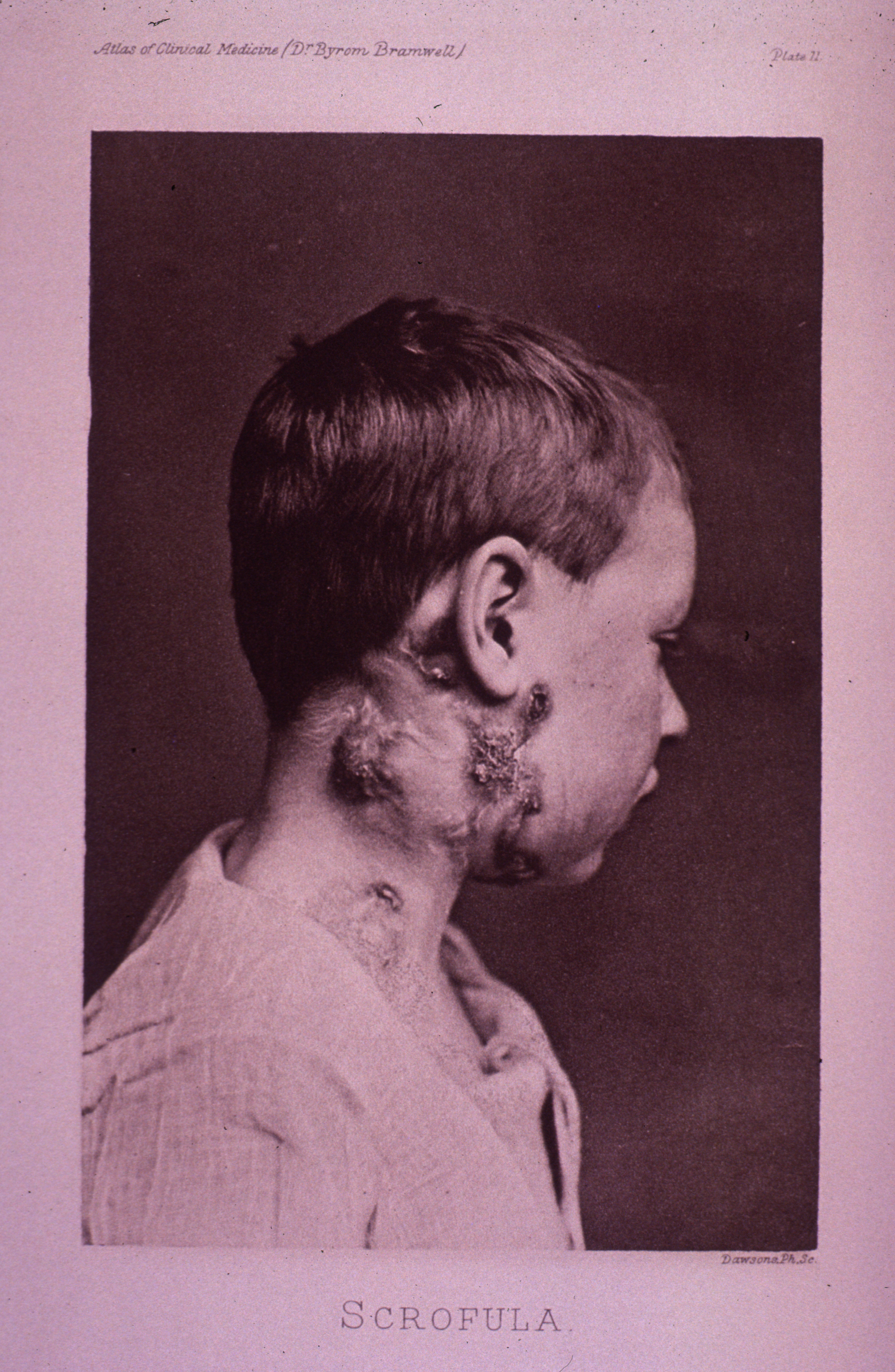
Skrofulose im Halsbereich (zervikale Lymphadenitis)

Skrofulose (auch Skrofeln oder Scrofuloderm, von lateinisch scrofula; „Halsdrüsengeschwulst“) ist die historische Bezeichnung einer Hauterkrankung. Am ehesten handelte es sich dabei um Fälle von Hauttuberkulose.

## Begriff und Symptome
Nach Dornblüths klinischem Wörterbuch (1927) handelt es sich bei Skrofulose bzw. Skrofeln um einen älteren Begriff, der nach damaligem Sprachgebrauch in zwei sich überschneidenden Bedeutungen verwendet wurde: zum einen für eine „exsudative Diathese“, also eine konstitutionelle Neigung, auf unbedeutende Reize mit chronischen Entzündungen zu reagieren, die als Vorstufe, von manchen Autoren auch bereits als Form der Tuberkulose aufgefasst wurde, zum anderen für eine Tuberkulose des Kindesalters mit chronischen Entzündungen der Lymphdrüsen, Haut, Schleimhaut, Knochen.
Mit dem Begriff „Skrofeln“ wurde im Mittelalter ein umfangreiches Krankheitsbild bezeichnet, das auch verschiedene andere Hals- und Gesichtskrankheiten umfasste, die auch bei Erwachsenen auftraten und in einigen Landstrichen wohl endemisch waren. In der heutigen Terminologie wird der Begriff Skrofulose nicht mehr verwendet. Als ein Heilmittel der Volksmedizin galt die Braunwurz, die daher den Gattungsnamen Scrophularia erhielt.

## Heilungsrituale
Bereits im 11. Jahrhundert hatte man Königen wundertätige Fähigkeiten zugesprochen. So soll unter anderem Robert II. von Frankreich übernatürliche Heilkräfte besessen haben, aber auch Eduard dem Bekenner werden wunderbare Heilungen zugeschrieben. Ab etwa dem 13. Jahrhundert bis in die Frühe Neuzeit bestand in Frankreich und England die Vorstellung, der rechtmäßig gesalbte König könne Skrofeln durch bloßes Handauflegen heilen (englisch the king’s touch; vgl. den englischen Krankheitsnamen the king’s evil oder den niederländischen Namen Koningszeer). Ein entsprechendes Heilungsritual war in beiden Ländern auch Teil der Krönungsriten und wurde regelmäßig, zeitweise sogar täglich, an Kranken ausgeübt, die oft eigens aus weit entfernt liegenden Gebieten des Königreichs anreisten. Der mit der Kraft des Heilens begabte König wurde auch Thaumaturg genannt. In Frankreich spielte dabei seit Ludwig X. der Besuch am Grab des heiligen Markulf nach der Krönung eine wichtige Rolle.
Als Jakob I. 1603 den englischen Thron bestieg und die dortige Stuart-Dynastie gründete, betrachtete er die durch den Glauben an Wunderwirkung unprotestantisch, katholisch oder abergläubisch erscheinende Tradition zuerst mit Ablehnung und ließ sich nur widerwillig darauf ein, indem er die Wirkung sublimiert als Gebet deutete. Nach der Stuart-Restauration 1660 nutzte Karl II. das Handauflegen besonders intensiv, um die sakrale Dimension der Königsherrschaft (sein Vater und Vorgänger war 1649 hingerichtet worden) als wiederhergestellt zu demonstrieren; mehreren zehntausend, vielleicht bis zu 100.000 seiner Untertanen (zwei Prozent der Bevölkerung) legte er in seiner Regierungszeit die Hand auf. Der skeptische Oranier Wilhelm III., der nach der Vertreibung des Stuarts Jakob II. in der Glorious Revolution von 1689 König von England wurde, verweigerte sich dem Ritual. Das einzige Mal, als er sich zu einer solchen Berührung herabließ, tat er es mit den Worten: „Gott gebe Euch eine bessere Gesundheit und mehr Verstand.“ Königin Anne nahm das Ritual noch einmal auf, ihr Nachfolger Georg I. (1714–1727) jedoch beendete es endgültig, da er es „zu katholisch“ fand. In Frankreich wurde es zur Krönung des Restaurationskönigs Karl X. (1824–1830) 1825 das letzte Mal praktiziert.